# Ispace
ispace Inc. (niet te verwarren met het Chinese lanceerbedrijf i-Space) is een Japans bedrijf dat actief is in de ruimtevaartindustrie. Het bedrijf ontwikkelt landers en rovers voor transport- en verkenningsmissiecontracten van publieke en commerciële ruimtevaartorganisaties. De missie van ispace is om het voor klanten mogelijk te maken om natuurlijke hulpbronnen van de maan te ontdekken, in kaart brengen en te gebruiken.
Van 2013 tot 2018 was ispace de eigenaar en exploitant van het Hakuto-team dat meedeed aan de Google Lunar X Prize (GLXP). Het team ontwikkelde een maanrover genaamd Sorato .
ispace heeft haar hoofdkantoor in Tokio, Japan. Het bedrijf heeft ook vestigingen in de Verenigde Staten en Luxemburg . De oprichter en CEO van het bedrijf is Takeshi Hakamada.

## Geschiedenis
Hoewel ispace een onafhankelijk bedrijf is, begon het als partner van een Europese organisatie genaamd White Label Space. White Label Space (WLS) was een internationaal team van ruimtevaartingenieurs dat in 2008 werd opgericht om mee te dingen naar de Google Lunar X Prize. Deelname hieraan was om een hoofdprijs van 20 miljoen dollar te winnen om een ruimtevaartuig naar het oppervlak van de maan te sturen en dat daar 500 meter te laten afleggen. WLS had zijn hoofdkantoor in Nederland en werd geleid door Steve Allen. De Europese kant had tot doel de maanlander van het team te ontwikkelen, terwijl het Japanse deel van de groep, bestaande uit Tohoku University Space Robotics Lab en geleid door Kazuya Yoshida, een rover moest ontwikkelen.
White Label Space Japan LLC, de voorloper van ispace, werd in 2010 opgericht door Takeshi Hakamada om het commerciële en technische aspect van de Japanse groep te beheren. In januari 2013 besloten de Europese teamgenoten hun deelname aan het project om de X-prize te winnen prijs te beëindigen. Daarop besloten de in Japan gevestigde leden om het werk voort te zetten, en WLS droeg het GLXP-deelnamerecht over aan White Label Space Japan LLC. Steve Allen, de leider van WLS, werd opgevolgd door Takeshi Hakamada.
In mei 2013 veranderde het moederbedrijf van het team, White Label Space Japan, zijn naam in ispace, terwijl het GLXP-team op 15 juli van hetzelfde jaar werd omgedoopt tot "Hakuto". Team Hakuto slaagde er niet in een maanmissie uit te voeren binnen de competitieperiode van de GLXP. maar ook nadat de wedstrijd was beëindigd, zette ispace zijn verkenningsplannen voor de maan voort en slaagde het bedrijf er in 2018 in om meer dan 90 miljoen dollar aan particuliere financiering op te halen om zijn eigen maanmissie te ontwikkelen.
Tegen september 2018 was ispace van plan hun systemen te testen door een baan rond de maan te maken, maar er niet op te landen. Het bedrijf had zich aangemeld voor twee lanceringen op de Falcon 9-raketten van SpaceX, die zouden plaatsvinden in 2020 en 2021. ispace ontwikkelt ook een missieconcept genaamd Polar Ice Explorer dat zou zoeken naar bruikbare natuurlijke hulpbronnen in een regio nabij de zuidpool van de maan.

## Hakuto-R-programma
De langetermijnstrategie van ispace is om landers en rovers te bouwen voor publieke alsook commerciële ruimtevaartorganisaties. NASA wil dat commerciële partijen maanwater en andere maanbronnen verkennen en ontginnen ter ondersteuning van een toekomstige op de maan gebaseerde infrastructuur. De financiering voor de eerste twee missies werd oorspronkelijk verkregen van een consortium van Japanse fondsen en bedrijven.
In 2018 tekende ispace een werkovereenkomst met Draper om als ontwerper van het team te dienen, wat belangrijke veranderingen met zich meebracht. In augustus 2019 kondigde ispace een herstructurering aan van zijn maanprogramma, dat inmiddels was omgedoopt tot Hakuto-R. Dit gebeurde wegens de snelle groei van de vraag naar bevoorradingsmogelijkheden voor de maanexploratieindustrie, met name van het contract voor NASA’s Commercial Lunar Payload Services-programma (CLPS) dat was toegekend aan Draper en diens partners (waaronder ispace). Een belangrijke verandering was de eliminatie van de technologiedemonstratie-orbiter-missie in 2020 ten gunste van een snellere demonstratie van landingsmogelijkheden. Hakuto-R Mission 1 was een maanlander met aan boord de Emirates Lunar Mission rover Rashid in samenwerking met het Mohammed bin Rashid Space Center (MBRSC), samen met Tomy en JAXA 's SORA-Q transformeerbare maanrobot. Hakuto-R Mission 1 bevatte nog een andere lading, namelijk een muziekplaat met het nummer 'SORATO' van de Japanse rockband Sakanaction. Het nummer werd oorspronkelijk uitgebracht in 2018 als onderdeel van de Team Hakuto-campagne voor de Google Lunar X Prize.
Hakuto-R Mission 1 werd op 11 december 2022 om 07:38 UTC gelanceerd met een Falcon 9 Block 5-raket, samen met Emirates Lunar Mission en NASA's Lunar Flashlight -ruimtevaartuig en maakte gebruik van een laag energetisch traject naar de Maan. De sonde kwam op 21 maart 2023 in een baan om de maan, maar de tijdens de landingsprocedure op 25 april 2023 verloor men het contact met de lander. De brandstof van de lander bleek volgens een eerste onderzoek voortijdig opgeraakt waarop de lander te hard op het maanoppervlak neerkwam.
Hakuto-R Mission 2 Resilience, een maanlander en rover, werd gelanceerd in januari 2025. De lander moet 6 payloads afleveren op de Mare Frigoris, waaronder een rover met de naam Tenacious die voor NASA regoliet verzamelt, een stralingsmeter en een toestel voor waterelectrolyse.
Hakuto-R Mission 3 stond anno 2024 gepland als een lander voor de samenwerking met Draper voor een NASA Commercial Lunar Payload Services mission in 2026. In 2025 werd echter beslist om, voor de maanlander Apex 1.0, de VoidRunner motoren te gebruiken in plaats van de A2200 waarvan de ontwikkeling vertraging had opgelopen. Daardoor verschoof de geplande lanceerdatum naar 2027. Tegelijkertijd zou de M3 lander voor het Roemeense bedrijf CDS een technologie demonstratie voor precisieplaatsbepaling meevoeren en voor Rhea Space Activity, een test voor navigatietechnologie voor de relaysatelliet die de lander begeleid. Het Italian Space Agency ondertekende een overeenkomst voor het transport van een laserreflector naar de maan.
Mission 6 staat anno 2024 gepland als een eerste vlucht, in 2027, van een vernieuwd type lander gebouwd met steun van de Japanse overheid.

## Constructierovers
Als deel van het STARDUST-programma van de Japanse overheid werkt ispace samen met Komatsu aan de ontwikkeling van graafmachines voor gebruikt op de maan. 